# ویتینیو (بازیکن فوتبال، زاده ۱۹۹۸)
ویکتور هوگو سانتانا کاروالیو (پرتغالی: Victor Hugo Santana Carvalho؛ زادهٔ ۲۴ مارس ۱۹۹۸)، که با اسم ویتینیو (Vitinho) شناخته می‌شود، بازیکن فوتبال اهل برزیل است. او هم‌اکنون در باشگاه بارسلونا بی در پست هافبک هجومی بازی می‌کند.